# Olinto Marella
Olinto Marella (14. června 1882, Pellestrina – 6. září 1969, San Lazzaro di Savena) byl italský římskokatolický kněz, spolužák budoucího papeže sv. Jana XXIII. Katolická církev jej uctívá jako blahoslaveného.

## Život
Narodil se dne 14. června 1882 na ostrově Pellestrina rodičům Luigimu Marelly a Carolině de' Bei. Vzdělával se u svého strýce, kněze Giuseppe Marella.
Poté studoval na semináři v Římě, kde byl spolužákem Angela Giuseppe Roncalliho, budoucího papeže sv. Jana XXIII.
Po dokončení semináře jej benátský patriarcha a kardinál Aristide Cavallari dne 17. prosince 1904 vysvětil na kněze pro boloňskou arcidiecézi. Jeho pastorační činnost v mu byla roku 1909 poté, co se setkal s exkomunikovaným modernistickým knězem Romolem Murri částečně zakázána. Toto omezení pokorně přijal a roku 1925 byl rehabilitován.
Mezi lety 1924–1948 vyučoval na středních školách v Boloni. Během druhé světové války pomáhal chudým a pronásledovaným. Po válce se začal starat o děti, pro které mimo jiné zakládal různá zařízení.
Během svého života se znal např. se sv. Giannu Berettu Mollu, nebo bl. Marii Bolognesi.
Zemřel v San Lazzaro di Savena dne 6. září 1969.

## Úcta
Jeho beatifikační proces byl zahájen dne 20. října 1995, čímž obdržel titul služebník Boží. Dne 27. března 2013 jej papež František podepsáním dekretu o jeho hrdinských ctnostech prohlásil za ctihodného. Dne 28. listopadu 2019 byl potvrzen zázrak na jeho přímluvu, potřebný pro jeho blahořečení.
Blahořečen pak byl dne 4. října 2020 na hlavním náměstí v Boloni. Obřadu předsedal jménem papeže Františka kardinál Matteo Maria Zuppi.
Jeho památka je připomínána 6. září. Zobrazován je v kněžském rouchu.

## Odkazy

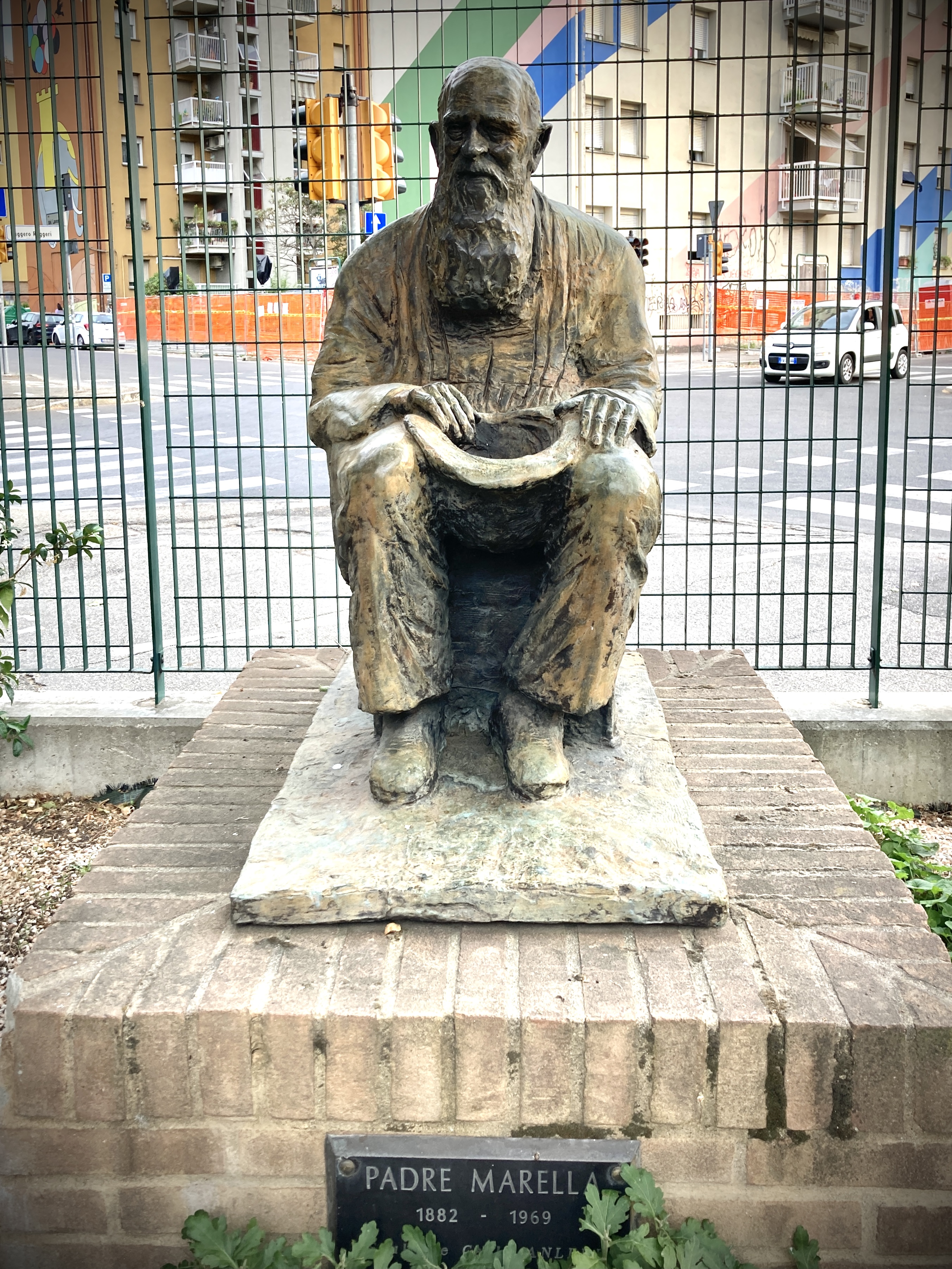
Socha bl. Olinta Marella v Boloni